# Anders Älverud
Anders Älverud, född 31 mars 1962, är en svensk före detta professionell ishockeymålvakt. Hans moderklubb är Rättviks IK.
Han har spelat 7 Elitseriematcher för Leksands IF mellan åren 1981 till 1985.